# Utricularia dimorphantha
Utricularia dimorphantha är en tätörtsväxtart som beskrevs av Tomitaro Makino. Utricularia dimorphantha ingår i släktet bläddror, och familjen tätörtsväxter. Inga underarter finns listade i Catalogue of Life.

## Bildgalleri